# Muntaluna

Muntaluna mit Valens SG

Der Muntaluna ist ein 2422 m ü. M. hoher Berg im Schweizer Kanton St. Gallen.
Der Berg liegt in der Gemeinde Pfäfers. Er wurde 1809 erstmals als «Monte Luna» in Johann Gottfried Ebels «Anleitung, die Schweiz zu bereisen» erwähnt. Der Name leitet sich vom romanischen «munt» für Berg und «vallun» für Tobel ab.
Von der Bergstation der Vättnerberg-Seilbahn führt ein Wanderweg auf den Gipfel.